# 33603 Saramason
33603 Saramason è un asteroide della fascia principale. Scoperto nel 1999, presenta un'orbita caratterizzata da un semiasse maggiore pari a 2,5961580 UA e da un'eccentricità di 0,0212660, inclinata di 5,97748° rispetto all'eclittica.